# HyunSuk
Choi Hyun-suk (em coreano: 최현석; nascido em 21 de abril de 1999), é um rapper, dançarino, compositor, produtor sul-coreano e um dos dois líderes do TREASURE com Jihoon da YG Entertainment.  O grupo estreou em 7 de agosto de 2020, com o single álbum intitulado The First Step: Chapter One. Ele também é conhecido por sua aparição na televisão como concorrente no Mix Nine (2017–2018).

## Vida e carreira

### 1999–2016: Juventude
Choi Hyun-suk nasceu em 21 de abril de 1999, na Coreia do Sul.  Ele é o mais velho da família e tem uma irmã mais nova.  Choi, com 8 anos (idade coreana), descobriu o rap e o hip hop na primeira série através do documentário do grupo BIG BANG intitulado "The Beginning (2006)",  e mais tarde através do trabalho dos rappers Tupac e Eminem, também participando do show deste último em seu país.  Como resultado, ele fixou seus olhos apenas na gravadora de hip hop YG Entertainment.  Ele conheceu formalmente o hip hop e começou a dançar aos 11-12 e 13-14 anos (idades coreanas), respectivamente, e logo aspirou se tornar um artista;  ou, em alternativa, tornar-se jogador de futebol, fruto do seu interesse pelo futebol a partir da sua postura de adepto ávido do Real Madrid CF.  Na adolescência, ele se matriculou em uma academia chamada "V-Spec" para aulas e participou de uma audição privada realizada pela YG Entertainment através das instalações; como resultado, Choi foi recrutado com sucesso em seu programa de trainee em 2015.  No meio de sua jornada para o hip hop, Choi também se juntou a um coral na quinta série, seguindo uma tradição familiar de se alistar durante o ensino fundamental, como sopranista e continuou conquistar o primeiro lugar como representante da escola em concursos. 

### 2017 – presente: Início de carreira e debut com Treasure
Choi apareceu pela primeira vez na televisão através do Mix Nine (2017–2018) com seu companheiro de grupo Kim Jun-kyu, e BX do CIX.  Ele participou como concorrente representando a YG Entertainment em meio ao treinamento e terminou o show em quinto lugar, ganhando uma vaga na escalação final.  As agências dos concorrentes vencedores, no entanto, não conseguiram chegar a um acordo quanto à posse do grupo do projeto, levando à abolição da sua estreia.  Choi também foi incorporado no terceiro episódio de YG Future Strategy Office (2018) como ele mesmo naquele mesmo ano, enquanto filmava ao lado de outros da agência.
Choi, de 20 anos (idade coreana), competiu no YG Treasure Box (2018–2019), um programa de realidade de sobrevivência composto por vinte e nove trainees, como um dos sete do "Time A".  A transmissão documentou a formação da próxima boy group da YG Entertainment, TREASURE.  Ele se tornou o sétimo e último membro a se juntar ao septeto, no entanto, com o anúncio de uma segunda formação e a fusão que se seguiu, o septeto inicial tornou-se o eventual conjunto de 12 integrantes.  Choi foi notificado de sua adição ao grupo por seus pais posteriormente, após sua revelação por meio de artigos de notícias. 
No meio de sua preparação para a estreia, Choi participou do B-side ""1, 2" (한두번; handubeon)" da cantora Lee Hi de seu EP intitulado "24°C" e participou como letrista.  Ele também atuou como "líder não oficial" com Jihoon em suas respectivas equipes quando foram divididos em dois para treinamento devido ao número de membros.  Seu período de treinamento chegou ao fim após cinco anos, seguido de sua estreia no Treasure em 7 de agosto de 2020, com o single álbum intitulado The First Step: Chapter One.  O grupo adotou a liderança de dois níveis com Choi e Jihoon depois de testemunhar aspectos positivos do sistema antes temporário. 

## Outros empreendimentos

### Endossos
Em janeiro de 2018, Choi desfilou para a marca japonesa de roupas e acessórios esportivos Descente, para sua nova linha de moda masculina do semestre. 

### Filantropia
Em 2022, Choi participou do "News 1 Bazaar of Love" a convite da agência de notícias sul-coreana News 1.  Todos os recursos foram destinados ao tratamento e cuidado de crianças com doenças graves, raras e intratáveis e crianças de famílias de baixa renda por meio de itens de diversas celebridades. 

## Discografia

### Como artista destacado
| Título                                           | Ano  | Posições nos charts | Álbum |
| Título                                           | Ano  | KOR                 | Álbum |
| ------------------------------------------------ | ---- | ------------------- | ----- |
| "1, 2" (한두번) (Lee Hi featuring Choi Hyun-suk) | 2019 | 171                 | 24°C  |

### Créditos de composição
Todos os créditos das músicas são adaptados do banco de dados da Korea Music Copyright Association, salvo indicação em contrário. 

#### Trabalho com TREASURE
| Ano  | Canção                      | Álbum                           | Letrista  | Letrista                                                                         | Compositor | Compositor                                                          |
| Ano  | Canção                      | Álbum                           | Creditado | Com                                                                              | Creditado  | Com                                                                 |
| ---- | --------------------------- | ------------------------------- | --------- | -------------------------------------------------------------------------------- | ---------- | ------------------------------------------------------------------- |
| 2020 | "Boy"                       | The First Step: Treasure Effect | Yes       | R.Tee, Se.A, Lil G, Choice37                                                     | Yes        | R.Tee, Se.A, Hae, Lil G, Choice37                                   |
| 2020 | "Come to Me" (들어와)       | The First Step: Treasure Effect | Yes       | Rovin, Kim Kyung, Bigtone                                                        |            | –                                                                   |
| 2020 | "I Love You" (사랑해)       | The First Step: Treasure Effect | Yes       | R.Tee, Yoshi, Haruto                                                             |            | –                                                                   |
| 2020 | "B.L.T" (Bling Like This)   | The First Step: Treasure Effect | Yes       | Kim Dong Joon, Trnc 95, Yoshi, Haruto                                            |            | –                                                                   |
| 2020 | "Mmm" (음)                  | The First Step: Treasure Effect | Yes       | Godok                                                                            |            | –                                                                   |
| 2020 | "Orange" (오렌지)           | The First Step: Treasure Effect | Yes       | Asahi, Haruto                                                                    |            | –                                                                   |
| 2021 | "My Treasure"               | The First Step: Treasure Effect | Yes       | Bigtone, Min Yeon-jae, Haruto, Yoshi                                             |            | –                                                                   |
| 2021 | "Be With Me" (나랑 있자)    | The First Step: Treasure Effect | Yes       | Rovin, Kim Kyung, Haruto, Yoshi                                                  |            | –                                                                   |
| 2021 | "Slowmotion"                | The First Step: Treasure Effect | Yes       | Lee Chan-hyuk, Haruto                                                            |            | –                                                                   |
| 2022 | "BFF"                       | The Second Step: Chapter One    | Yes       | MGNTK, Kang Kyu-Yong                                                             | Yes        | MGNTK, Kang Kyu-Yong                                                |
| 2022 | "Jikjin" (직진)             | The Second Step: Chapter One    | Yes       | Sonny, Lil G, Choice37, LP, Hae, Yoshi, Haruto, Se.A                             | Yes        | Choice37, LP, Sonny, Future Bounce, Hae, Se.A, Yoshi, Haruto        |
| 2022 | "U"                         | The Second Step: Chapter One    | Yes       | Nu.D, Sonny, LP, Lil G, Choice37, Hae, Haruto, Yoshi                             | Yes        | Choice37, Hae, Sonny, LP, Lil G, Nu.D, Haruto, Yoshi                |
| 2022 | "Darari" (다라리)           | The Second Step: Chapter One    | Yes       | Jaguaa, Bang Ye-dam, Choice37, Lil G, LP, Yoshi, Sonny, Hae, Se.A, Haruto        | Yes        | Choice37, Hae, Jaguaa, Bang Ye-dam, Yoshi, Sonny, LP, Lil G, Haruto |
| 2022 | "It's Okay" (괜찮아질 거야) | The Second Step: Chapter One    | Yes       | Kid Wine, Airplay, Haruto, Yoshi                                                 |            | –                                                                   |
| 2022 | "Hello"                     | The Second Step: Chapter Two    | Yes       | Choice37, Sonny, Lil G, LP, Hae, Yoshi, Haruto                                   | Yes        | Choice37, Hae, LP, Sonny, Lil G, Dee.P, Yoshi, Haruto               |
| 2022 | "VolKno"                    | The Second Step: Chapter Two    | Yes       | Yoshi, Haruto                                                                    | Yes        | Dee.P, Yoshi, Haruto                                                |
| 2022 | "Clap!"                     | The Second Step: Chapter Two    | Yes       | Asahi, Yoshi, Haruto                                                             |            | –                                                                   |
| 2022 | "Hold It In"                | The Second Step: Chapter Two    | Yes       | –                                                                                | Yes        | YJ, Dee.P, Rovin                                                    |
| 2023 | "Bona Bona"                 | Reboot                          | Yes       | Lee Chan-hyuk, Yoshi, Haruto, Where The Noise, Junkyu, Dan Whittemore, Jared Lee |            | –                                                                   |
| 2023 | "I Want Your Love"          | Reboot                          | Yes       | Haruto, Junkyu, Ludwig Lindell, Jarred Lee                                       |            | –                                                                   |
| 2023 | "Run"                       | Reboot                          | Yes       | LP, Sonny, Hae, Lil G, Yoshi, Haruto, Choice 37                                  | Yes        | LP, Sonny, Hae, Lil G, Yoshi, Haruto, Choice 37                     |
| 2023 | "G.O.A.T"                   | Reboot                          | Yes       | Yoshi, Haruto                                                                    | Yes        | Yoshi, Haruto, Dee.P                                                |
| 2023 | "Stupid" (멍청이)           | Reboot                          | Yes       | Yoshi, Haruto                                                                    |            | –                                                                   |
| 2023 | "Wonderland"                | Reboot                          | Yes       | Lee Chanhyuk, Yoshi, Haruto, Junkyu                                              |            | –                                                                   |
| 2023 | "Lovesick" (병)             | Reboot                          | Yes       | Yoshi, Haruto, Asahi                                                             |            | –                                                                   |

#### Outros artistas
| Ano  | Artista(s)  | Canção          | Álbum       | Letrista  | Letrista                                                    | Compositor | Compositor                                      |
| Ano  | Artista(s)  | Canção          | Álbum       | Creditado | Com                                                         | Creditado  | Com                                             |
| ---- | ----------- | --------------- | ----------- | --------- | ----------------------------------------------------------- | ---------- | ----------------------------------------------- |
| 2019 | Lee Hi      | "1, 2" (한두번) | 24°C        | Yes       | B.I                                                         |            | –                                               |
| 2023 | BabyMonster | "Batter Up"     | BabyMons7er | Yes       | Jared Lee, YG, Asa, Lee Chan-hyuk, Where The Noise, Bigtone |            | –                                               |
| 2024 | BabyMonster | "Sheesh"        | BabyMons7er | Yes       | Choice37, Sonny, Lil G, LP, Sandra Wikström                 | Yes        | Choice37, LP, YG, Sonny, Lil G, Sandra Wikström |

## Filmografia

### Séries de televisão
| Ano  | Título                    | Título          | Papel     | Notas                         |
| Ano  | Inglês                    | Coreano         | Papel     | Notas                         |
| ---- | ------------------------- | --------------- | --------- | ----------------------------- |
| 2018 | YG Future Strategy Office | YG 전략자료본부 | Ele mesmo | Breve aparição; não creditado |

### Séries da web
| Ano  | Título               | Título   | Papel         | Notas            | Ref.   |
| Ano  | Inglês               | Coreano  | Papel         | Notas            | Ref.   |
| ---- | -------------------- | -------- | ------------- | ---------------- | ------ |
| 2021 | The Mysterious Class | 남고괴담 | Choi Hyun-suk | Elenco principal | [ 25 ] |

### Shows de televisão
| Ano       | Título                | Título    | Papel            | Notas                    | Ref.   |
| Ano       | Inglês                | Coreano   | Papel            | Notas                    | Ref.   |
| --------- | --------------------- | --------- | ---------------- | ------------------------ | ------ |
| 2017–2018 | Mix Nine              | 믹스나인  | Concorrente      | Terminou em quinto lugar | [ 12 ] |
| 2018–2019 | YG Treasure Box       | YG 보석함 | Concorrente      | Formação de Treasure     | [ 16 ] |
| 2022      | The Idol Ramyeonators | 라끼돌    | Membro do elenco | Com Jihoon               | [ 26 ] |